# Witsum
Witsum település Németországban, Schleswig-Holstein tartományban. Lakosainak száma 42 fő (2023. december 31.). Witsum Oldsum és Borgsum községekkel határos.

## Fekvése
Föhr szigetén fekvő település.

## Népesség
A település népességének változása:
| Lakosok száma | 66   | 46   | 49   | 47   | 46   | 47   | 41   | 42   |
|               | 1975 | 2015 | 2017 | 2018 | 2019 | 2021 | 2022 | 2023 |